# Donna Pescow
Donna Gail Pescow, född 24 mars 1954 i Brooklyn i New York, är en amerikansk skådespelerska. Pescow, som är av judisk familjebakgrund, är bland annat känd för rollerna som Annette i 70-talsfilmen Saturday Night Fever, och Eileen Stevens i Disney Channel-serien Even Stevens. Hon har också haft studier på American Academy of Dramatic Arts, i hemstaden New York.

## Filmografi (i urval)

### Filmer
- 1977 – Saturday Night Fever
- 1978 – Rainbow – The Judy Garland Story
- 1998 – Dödslistan
- 2003 – The Even Stevens Movie

### TV-serier
- 1977 – One Life to Live (TV-serie)
- 1979–1986 – Kärlek ombord (TV-serie)
- 1983 – Trapper John, M.D. (TV-serie)
- 1983 – All My Children (TV-serie)
- 1983–1984 – Fantasy Island (TV-serie)
- 1983–1987 – Hotellet (TV-serie)
- 1985 – Mr. Belvedere (TV-serie)
- 1986 – Mord och inga visor (TV-serie)
- 1996 – Nash Bridges (TV-serie)
- 1997 – Clueless (TV-serie)
- 1997 – På spaning i New York (TV-serie)
- 1999–2001 – General Hospital (TV-serie)
- 2000–2003 – Even Stevens (TV-serie)
- 2001 – Philly (TV-serie)
- 2007 – Jordan, rättsläkare (TV-serie)
- 2007 – Sopranos (TV-serie)
- 2010 – Cold Case (TV-serie)
- 2017 – New Girl (TV-serie)
- 2023 – Welcome to Chippendales (TV-serie)